# Nitreto de magnésio
Nitreto de magnésio é o composto de fórmula química Mg3N2.